# 新しい新古典派総合
新しい新古典派総合（New neoclassical synthesis）または新しい総合（New synthesis）は、 マクロ経済学の短期変動についての理論。主要な現代のマクロ経済学派である新しい古典派およびネオ・ケインジアンの理論を融合させたものとされる。この「新しい総合」は、新古典派経済学とジョン・メイナード・ケインズの『一般理論』を組み合わせた新古典派総合に喩（たと）えることができる。新しい総合は、多くの主流派経済学の理論的な基盤を提供している。また新しい総合は、多くの中央銀行の金融政策の理論的基盤の重要な部分を占めていると言われている。

## 歴史
新しい総合が登場する以前のマクロ経済学は、ミクロ経済学モデルによって実証された市場の不完全性に関するネオ・ケインジアンの研究と、完全情報下での一般均衡モデルを使用し、技術変化を利用して経済生産の変動を説明するリアルビジネスサイクル理論に関する新しい古典派（ニュークラシカル）の研究に分かれていた。新しい総合は両方の学派から理論的要素を取り入れた。新しい古典派からはリアルビジネスサイクル理論の方法論を取り入れ、ネオ・ケインジアンからは名目硬直性（粘着価格とも呼ばれる）を取り入れた。 

## 4つの要素
エレン・マクグラタンは、グッドフリードとキングによって記述された新しい総合の中心的な4つの要素のリストを提案した。異時点間の最適化、合理的期待、不完全競争、および費用のかかる価格調整（メニューコスト）の4つである。グッドフレンドとキングはまた、この理論のモデルがいくつかの点で新しい古典派の考え方とは異なる特定の政策的含意を生み出すことを発見した。すなわち、金融政策は短期的には実際の生産量に影響を与える可能性があるが、長期的なトレードオフは存在しない。貨幣は短期的には中立ではないが、長期的には中立である。物価上昇（インフレーション）は人々の厚生に悪影響を与える。中央銀行は、インフレターゲットのような政策を通じて通貨の安定を維持することが重要である、などである。

## 5つの原則
最近では、マイケル・ウッドフォードが5つの要素で新しい総合を説明しようとした。第一に彼は現在では異時点間の一般均衡の基礎についての合意があると述べる。これにより、経済の変化による短期的および長期的な影響を単一のフレームワークで研究することが可能になり、ミクロ経済学とマクロ経済学が分離されなくなる。新しい総合のこの要素は、一面では新しい古典派の勝利であるが、短期間の集約ダイナミクスをモデル化するというケインジアンの願望も含まれている。
第二に、新しい総合は観測データを使用することの重要性を認識しているが、経済学者は現在、より一般的な相関関係を調べるのではなく、理論そのものの探求にシフトしており、特定の理論の元で構築されたモデルから引き出される結論の方に重きを置いている。
第三に、新しい総合はルーカス批判に対応して、合理的期待を仮定する。しかし、粘着価格やその他の硬直性に基づいて、新しい総合は、初期の新しい古典派の経済学者によって提案された貨幣中立説を完全には取り入れていない。
第四に、新しい総合では、さまざまなタイプの外部的なショックが産出量を変えさせる可能性があることを認めている。この見方は、金融変数が変動を引き起こすというマネタリストの見方や、需要が変動している間は供給が安定しているというケインジアンの見方とは異なる。ネオ・ケインジアンのモデルは、産出量ギャップを、測定された産出量と増え続ける潜在産出量の傾向との差として測定したが、リアルビジネスサイクル理論は、ギャップが存在する可能性を考慮せず、本来、効率的な産出量が外部性のショックによって変化するという論理で、産出量の変動を説明した。ケインジアンはこの理論を拒否し、効率的な産出量が何らかのショックにより変化するという理屈では、経済のより幅広い変動を説明するのに十分ではないと主張した。
新しい総合は、この問題に関する両方の学派の要素を組み合わせたものである。新しい総合では、産出量ギャップは存在するが、それは実際の産出と効率的な産出の違いである。効率的な産出量のみを用いる立場では、潜在産出量が継続的に増加するのではなく、ショックに応じて上下に移動する可能性があると認識していた。
第五に、中央銀行は金融政策を利用してインフレを抑制できるとされている。これは一面においてはマネタリストの勝利であるが、新しい総合のモデルには、ネオ・ケインジアンの経済学から引き出されたフィリップス曲線の改良も含まれている。